# بيندرغريس
بيندرغريس (بالإنجليزية: Pendergrass, Georgia)‏ هي مدينة تقع في مقاطعة جاكسون بولاية جورجيا في الولايات المتحدة. تبلغ مساحة هذه المدينة 5.2 (كم²)، وترتفع عن سطح البحر 263 م، بلغ عدد سكانها 422 نسمة في عام 2010 حسب إحصاء مكتب تعداد الولايات المتحدة.

## وصلات خارجية
- Cities & Counties - Georgia.gov